# Головніно (Сахалінська область)
Головніно́ (рос. Головнино) / Тома́рі (яп. 泊村, とまりむら, МФА: [tomaɾʲi muɾa]) — село в Росії, у складі Сахалінської області. Згідно з позицією японського уряду — село в повіті Кунасірі округу Немуро префектури Хоккайдо.

## Географія
Розташоване у південній частині острова Кунашир, між гирлами двох річок — Головніна на заході та Рікорда на сході. В північній частині знаходиться невелике озеро. З усіх боків оточене болотами. Село розташоване на березі затоки Зради, через що тут збудована пристань. Для виробництва електроенергії в селі збудована вітродизельна електростанція. За 5 км на захід, в основі мису Палтусів, знаходиться рибальське селище Палтусово, яке є частиною села Головніно.

## Історія

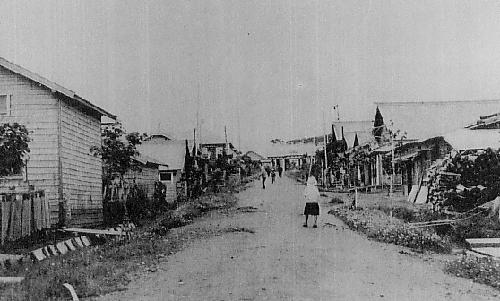
Село Томарі до 1945 року

Засноване 1884 року. 1945 року окуповане радянськими військами в ході радянсько-японської війни. Територія села контролюється Росією, проте саме село продовжує існувати в офіційних реєстрах Японії як адміністративна одиниця і самоврядна організація. Згідно з офіційною позицією японського уряду село вважається окупованим. Перейменовано росіянами на село Головніно.

## Населення
| 2002 | 2010 |
| ---- | ---- |
| 139  | ↘102 |